# Президентская кампания Александра Лебедя (1996)
Президентская кампания Александра Лебедя на выборах 1996 года велась с февраля, когда его выдвинул кандидатом Конгресс русских общин. Генерал-лейтенант Вооружённых сил России Александр Лебедь формально шёл на выборы как очередной представитель «третьей силы», способной покончить с рядом потрясений в стране. Фактически участие Лебедя было элементом плана сторонников Бориса Ельцина: Лебедь должен был переманить в первом туре на свою сторону ряд голосов, направленных изначально в поддержку Геннадия Зюганова, а во втором туре эти голоса были бы отданы за Бориса Ельцина. Лебедь занял 3-е место в первом туре, набрав 14,52 % голосов, а на следующий день после первого тура был назначен секретарём Совета безопасности Российской Федерации, выступив после этого в поддержку действовавшего президента Бориса Ельцина[страница не указана 1258 дней].

## Причины участия
В феврале 1996 года началась разработка стратегического плана по участию в президентских выборах генерал-лейтенанта Вооружённых сил РФ Александра Лебедя, депутата Государственной думы II созыва от группы «Народовластие» и участника выборов в Государственную думу 1995 года от Конгресса русских общин. Одним из первых, кто принялся убеждать генерала в его возможности возглавить страну, был депутат Госдумы Геннадий Бурбулис. Спонсором избирательной кампании Лебедя стал бизнесмен Борис Березовский, который финансировал до этого Бориса Ельцина, но успел рассориться с Александром Коржаковым; курировал кампанию помощник президента РФ Виктор Илюшин. Лебедь шёл на выборы, с одной стороны, как «чужак» по отношению к политическому полю, с другой — также и как ярый противник Зюганова. Ему предстояло установить «рабочие контакты» с Ельциным, с их помощью оттянуть на себя голоса за Зюганова в первом туре и перераспределить их затем в пользу Ельцина.

## Предвыборная программа и имидж Лебедя
Кампания Лебедя привлекла большое внимание общественности благодаря чёткому распределению функций между членами команды и использованию опробованных на Западе предвыборных технологий, среди которых преобладал акцент на проблемах, а не борьбе. Программа при этом была опубликована ближе к концу предвыборной гонки. Генерал Лебедь выходил в роли «избавителя» и человека, способного навести порядок в стране и не искавшего личной выгоды: за его плечами был опыт участия войны в Афганистане и мирного разрешения конфликтов в горячих точках в бывших советских республиках, что добавило ему популярности во время Первой чеченской войны. Согласно своей предвыборной программе, Лебедь выступал против каких-либо вариантов возвращения к социализму или реставрации коммунистической идеологии, однако поддерживал все русские патриотические начинания. Отто Лацис утверждал, что у Лебедя перед выборами было две разные экономические программы, одну из которых подготовило окружение Сергея Глазьева, а другое — Виталия Найшуля. По словам журналиста The New York Times Майкла Спектера, Лебедь позиционировал себя как «полу-демократ», не собиравшийся реставрировать авторитарный режим, но собиравший тот протестный электорат, который до конца не мог принять националистические лозунги Владимира Жириновского — его поведение Спектер оценивал как более адекватное по сравнению с Жириновским, отмечая высокие ораторские способности Лебедя и считая, что этот тот самый человек с «сильной рукой», которого ждали у руля страны многие русские патриоты.
Акцент в программе Лебедя делался на разрешение коррупционных проблем, борьбу против преступности, скорейшее завершение войны в Чечне и восстановление роли России в мире как великой державы. «Независимая газета» отмечала среди его позитивных сторон отсутствие компрометирующего прошлого, а также возможности бороться против коммунистов, реформировать вооружённые силы, наказать виновных в коррупции и свести к минимуму негативное влияние западного мира на страну — Лебедь критиковал действия американцев в политическом противостоянии с Ираком и язвительно высказывался о «поколении Pepsi». Из негативных сторон выделялись отсутствие опыта госуправления и международной поддержки, склонность к авторитаризму и силовым методам, серьёзная защита интересов ВПК и националистов, а также слишком солдатский и «мужицкий» имидж — по словам The New York Times, на одной из встреч Ельцина Лебедь даже позволил себе высказывания антисемитского характера в присутствии иностранных журналистов. Журнал Stern отмечал, что Лебедь пытался создать впечатление признанного политика, но оставался офицером душой и телом. Формально Лебедь не критиковал Ельцина, но осуждал явление существовавшей при нём номенклатуры как основного виновника разброса доходов в стране и нищеты большей части населения.

## Состав команды имиджмейкеров
Главу команды имиджмейкеров и политтехнологов Лебедя возглавлял Алексей Головков, депутат Госдумы, бывший советник Геннадия Бурбулиса и бывший руководитель аппарата правительства Егора Гайдара. Лебедь полностью отказался от услуг американских политологов, даже несмотря на то, что у них были реальные рейтинги каждого кандидата, в которых Лебедь лидировал; мотивировал он это противоположными менталитетами американцев и русских. По решению Головкова в штаб Лебедя был приглашён публицист Леонид Радзиховский, который составлял предвыборную программу генерала и готовил тексты листовок и статей. Кинодраматург Пётр Луцик, автор сценариев десяти роликов к «Русскому проекту» на ОРТ, составлял сценарии предвыборных роликов Лебедя и даже придумал вместе с режиссёром Леонидом Рыбаковым лозунг «Есть такой человек. И ты его знаешь!». В составе команды Лебедя также работали Григорий Казанков, проводивший избирательные кампании президентов Белоруссии и Таджикистана и ряда российских губернаторов, и генерал-майор, доктор технических наук Владимир Кривилёв, фактический помощник Лебедя во время его работы в Совете безопасности. Согласно словам заместителя Лебедя Владимира Петрова, режиссёрами рекламных роликов были Борис Костенко, Андрей Чикирис, Алексей Шишов и Владимир Мукусев, а Юлия Русова рассылала «адресные» письма от имени Лебедя по всей стране.

## Переговоры о поддержке Ельцина
Считается, что Леонид Радзиховский именно от Головкова узнал причины участия Лебедя в выборах. Чтобы исключить возможные сомнения, он отправил письмо Анатолию Чубайсу с вопросом о том, правдивы ли сообщения о намерении Лебедя помочь Ельцину победить Зюганова, но ответа не получил. Березовский же расценивал Лебедя как новую пешку в руках закулисных игроков: 8 мая авторы письма «Выйти из тупика!» провели встречу с Лебедем за закрытыми дверями, пытаясь его убедить поддержать Ельцина, но по итогам встречи воздержались от комментариев, а Лебедь заявил, что никакого соглашения с Ельциным не подписывал. По словам Валерия Хомякова, Лебедь всё же заблаговременно начал вести переговоры с Ельциным о поддержке его кандидатуры на случай, если будет второй тур президентских выборов. Наиболее ярыми сторонниками Лебедя были два члена его команды — советники Сергей Глазьев и Дмитрий Рогозин, которые могли войти в правительство в случае его победы. С Зюгановым Лебедь не собирался идти на контакт, несмотря на все попытки коммунистов. Лебедь утверждал, что коммунисты тайно получали средства от правительства, что намекало на то, что Зюганову в принципе могла быть и не нужна победа на президентских выборах. В поддержку Лебедя также выступили актрисы Наталья Крачковская и Людмила Хитяева и режиссёр Алла Сурикова.

## Первый тур
В выборах приняли участие более 75,7 миллионов человек (69,81 % от числа всех избирателей). Во второй тур вышли Борис Ельцин, который набрал по итогам первого тура 35,28 % голосов (26,6 миллионов избирателей), и Геннадий Зюганов, который получил получил 32,03 % голосов (24,2 миллиона избирателей). За Александра Лебедя проголосовали 10,7 миллионов избирателей, что составило 14,52 % и принесло ему третье место, но не позволило выйти во второй тур.
| Место                | Кандидаты                       | Голоса     | %      |
| -------------------- | ------------------------------- | ---------- | ------ |
| 1.                   | Ельцин, Борис Николаевич        | 26 665 495 | 35,28  |
| 2.                   | Зюганов, Геннадий Андреевич     | 24 211 686 | 32,03  |
| 3.                   | Лебедь, Александр Иванович      | 10 974 736 | 14,52  |
| 4.                   | Явлинский, Григорий Алексеевич  | 5 550 752  | 7,34   |
| 5.                   | Жириновский, Владимир Вольфович | 4 311 479  | 5,70   |
| 6.                   | Фёдоров, Святослав Николаевич   | 699 158    | 0,92   |
| 7.                   | Горбачёв, Михаил Сергеевич      | 386 069    | 0,51   |
| 8.                   | Шаккум, Мартин Люцианович       | 277 068    | 0,37   |
| 9.                   | Власов, Юрий Петрович           | 151 282    | 0,20   |
| 10.                  | Брынцалов, Владимир Алексеевич  | 123 065    | 0,16   |
| 11.                  | Тулеев, Аман Гумирович          | 308        | 0      |
| Против всех          | Против всех                     | 1 163 921  | 1,54   |
| Недействительны      | Недействительны                 | 1 072 120  | 1,43   |
| Всего (явка 69,81 %) | Всего (явка 69,81 %)            | 75 587 139 | 100,00 |

## Поддержка Ельцина во втором туре
После первого тура политологи предсказывали, что тот, кто перед вторым заручится поддержкой со стороны избирателей, проголосовавших за Александра Лебедя, тот и выиграет президентские выборы. 18 июня 1996 года Борис Ельцин назначил Александра Лебедя секретарём Совета безопасности РФ с особыми полномочиями и посулами возможного преемничества, а также включил в Совет безопасности Сергея Глазьева, и Лебедь после этого однозначно выступил в поддержку Ельцина, заявив, что не поддержит «старую идею» Зюганова, которая обернулась большими потрясениями, а выберет «новую идею» Ельцина, несмотря на её слабую реализацию. В Конгрессе русских общин, от которого баллотировался Лебедь, идею голосования за Ельцина поддержали не все: Дмитрий Рогозин выступил за голосование «против всех». В тот же день в отставку был отправлен Павел Грачёв, что было одним из условий назначения Лебедя секретарём Совета безопасности, хотя позже Лебедь утверждал, что Грачёв планировал не то организовать государственный переворот, не то оказать давление на Б. Н. Ельцина.
Тем не менее, Геннадий Зюганов пытался переубедить Лебедя: 19 июня он провёл переговоры с ним переговоры, призвав Лебедя объединить с КПРФ усилия перед вторым туром выборов и рассчитывая «перетянуть» его голоса. Он обещал включить Лебедя в состав правительства в случае своей победы и сохранить за ним пост секретаря Совета безопасности, а в Госдуме выразил надежду на поддержку как минимум двух третей от тех, кто голосовал за Лебедя. Основным аргументом Зюганова было то, что Ельцин после своей победы лишит Лебедя поста в Совете безопасности, однако Лебедь его предупреждения проигнорировал.
По данным ВЦИОМ на июль 1996 года, опубликованным в газете «Известия» от 27 июля, около 36% респондентов доверяли Александру Лебедю. С учётом того, что в августе 1995 года доверие ему выражали только 10% опрошенных, среди всех участников выборов и иных российских политиков рост популярности Лебедя оказался крупнейшим в течение года, а в декабре 1996 года она достигла 29% при том, что выигравшему выборы Ельцину доверяли только 14% респондентов. Но спустя 4 месяца после победы Ельцина Александр Лебедь был уволен с поста секретаря Совета безопасности РФ. По словам Григория Явлинского, Ельцин попросту «выбросил» генерала из большой политики.